# Talkyoo
Talkyoo è una società tedesca fornitrice di servizi di audioconferenza o teleconferenza gratuiti, basata ad Amburgo e facente parte del gruppo BB Tel. Fondata nel 2002 e presente in Francia, Italia, Germania, Turchia, Spagna e Stati Uniti d'America.

## Caratteristiche
Si può partecipare ad una audioconferenza talkyoo tramite un telefono di rete fissa o di telefonia cellulare, o chiamando l'utenza skype della ditta, senza la necessità di attrezzature specifiche o di utilizzare la banda internet.

## Utilizzi
- Talkyoo è usato principalmente da società in cerca di ridurre i costi fissi ma anche da soggetti particolari: manifestanti con necessità di coordinare una manifestazione senza l'ausilio di talkie walkie[2].
- Un curato tedesco utilizza questo servizio per trasmettere l'omelia ai parrocchiani malati[3].